# Lista de vereadores de Salvador da 16.ª legislatura
Esta é a lista de vereadores de Salvador, eleitos nas eleições de 5 de outubro de 2008, que ocuparam a Câmara Municipal de Salvador no mandato de 1 de janeiro de 2009 a 31 de dezembro de 2012.
|    | Nome                                                                      | Partido                                            | Votos  | %    | Observações |
| -- | ------------------------------------------------------------------------- | -------------------------------------------------- | ------ | ---- | ----------- |
| 1  | Alan Eduardo Sanches dos Santos (02.2009-2010) (Salvador, 13.01.1968–)    | Partido do Movimento Democrático Brasileiro (PMDB) | 15.206 | 1,17 | 2º mandato  |
| 2  | Sidelvan de Almeida Nóbrega (Salvador, 22.07.1966–)                       | Partido Republicano Brasileiro (PRB)               | 13.921 | 1,07 | 2º mandato  |
| 3  | Isnard Pimenta de Araújo (Juiz de Fora, 10.08.1963–)                      | Partido da República (PR)                          | 13.887 | 1,07 | 2º mandato  |
| 4  | Alecsandro de Souza Santos, Leo Kret do Brasil                            | Partido da República (PR)                          | 12.861 | 0,99 | 2º mandato  |
| 5  | Eronildes Vasconcelos Carvalho, Tia Eron                                  | Democratas (DEM)                                   | 12.552 | 0,97 | 2º mandato  |
| 6  | Alfredo Macedo Mangueira (01 a 09.01.2009) (Salvador, 20.12.1948–)        | Partido do Movimento Democrático Brasileiro (PMDB) | 10.608 | 0,82 | 4º mandato  |
| 7  | Henrique Santana Carballal (Salvador, 29.07.1970–)                        | Partido dos Trabalhadores (PT)                     | 10.180 | 0,79 | 1º mandato  |
| 8  | Andréa de Mendonça Calmon de Brito (Salvador, 15.06.1961–)                | Democratas (DEM)                                   | 10.169 | 0,79 | 1º mandato  |
| 9  | David Silva Rios (Riachão do Jacuípe, 22.07.1968–)                        | Partido Trabalhista Brasileiro (PTB)               | 9.961  | 0,77 | 1º mandato  |
| 10 | Adriano Barbosa Meireles (Salvador, 03.06.1968–)                          | Partido Social Cristão (PSC)                       | 9.191  | 0,71 | 2º mandato  |
| 11 | Maria Olívia Santana                                                      | Partido Comunista do Brasil (PCdoB)                | 9.147  | 0,71 | 2º mandato  |
| 12 | Luciano Fred Braga Penha, Pastor Luciano (Juazeiro do Norte, 31.08.1967–) | Partido da Mobilização Nacional (PMN)              | 9.123  | 0,70 | 1º mandato  |
| 13 | Pedro Souza dos Santos, Pedrinho Pepê (Feira de Santana, 29.06.1945–)     | Partido do Movimento Democrático Brasileiro (PMDB) | 8.779  | 0,68 | 2º mandato  |
| 14 | Gilberto José dos Santos Filho (Cachoeira, 17.04.1948–)                   | Partido Democrático Trabalhista (PDT)              | 8.683  | 0,67 | 4º mandato  |
| 15 | Paulo Sérgio Paranhos de Magalhães Júnior (Salvador, 09.12.1974–)         | Democratas (DEM)/Partido Social Cristão (PSC)      | 8.507  | 0,66 | 3º mandato  |
| 16 | Edson Alves de Brito, Edson da União (Salvador, 23.01.1962–)              | Partido da Mobilização Nacional (PMN)              | 8.477  | 0,65 | 1º mandato  |
| 17 | Dr. José Carlos de Carvalho Pitangueira (Salvador, 15.07.1947–)           | Partido Republicano Brasileiro (PRB)               | 8.414  | 0,65 | 1º mandato  |
| 18 | Odiosvaldo Bomfim Vigas (Salvador, 08.06.1951–)                           | Partido Democrático Trabalhista (PDT)              | 8.135  | 0,63 | 4º mandato  |
| 19 | Everaldo Bispo (Pacatuba, 08.03.1948–)                                    | Partido do Movimento Democrático Brasileiro (PMDB) | 8.010  | 0,62 | 2º mandato  |
| 20 | Pedro Luiz da Silva Godinho (2011-2012) (Salvador, 28.06.1947–)           | Partido do Movimento Democrático Brasileiro (PMDB) | 7.856  | 0,61 | 3º mandato  |
| 21 | Paulo Sérgio de Sá Bittencourt Câmara                                     | Partido da Social Democracia Brasileira (PSDB)     | 7.834  | 0,60 | 1º mandato  |
| 22 | Orlando Pereira, Palhinha (Muritiba, 28.10.1961–)                         | Partido Socialista Brasileiro (PSB)                | 7.732  | 0,60 | 2º mandato  |
| 23 | Antonio Noélio Libânio, Alemão (Valença, 13.07.1949–)                     | Partido Republicano Progressista (PRP)             | 7.633  | 0,59 | 1º mandato  |
| 24 | Jorge Eduardo de Schoucair Jambeiro (Salvador, 19.02.1947–)               | Partido da Social Democracia Brasileira (PSDB)     | 7.598  | 0,59 | 4º mandato  |
| 25 | Gilmar Carvalho Santiago (Salvador, 29.10.1960–)                          | Partido dos Trabalhadores (PT)                     | 7.126  | 0,55 | 1º mandato  |
| 26 | Theofilo Virgílio de Senna, Téo Senna (Nazaré, 14.07.1958–)               | Partido Trabalhista Cristão (PTC)                  | 7.048  | 0,54 | 3º mandato  |
| 27 | Laudelino Souza da Conceição, Lau (Salvador, 02.01.1959–)                 | Partido Socialista Brasileiro (PSB)                | 7.028  | 0,54 | 2º mandato  |
| 28 | Maria Aladilce de Souza (Nova Soure, 06.11.1956–)                         | Partido Comunista do Brasil (PCdoB)                | 6.976  | 0,54 | 2º mandato  |
| 29 | Sandoval Souza Guimarães (Andaraí, 15.04.1946–)                           | Partido do Movimento Democrático Brasileiro (PMDB) | 6.970  | 0,54 | 3º mandato  |
| 30 | Dr. Giovanni Iran Barreto Nascimento (Feira de Santana, 12.06.1971–)      | Partido dos Trabalhadores (PT)                     | 6.943  | 0,54 | 2º mandato  |
| 31 | Marta Rodrigues Sousa de Brito Costa (Aiquara, 20.06.1959–)               | Partido dos Trabalhadores (PT)                     | 6.885  | 0,53 | 1º mandato  |
| 32 | Vânia Maria Galvão de Carvalho (Campo Formoso, 05.10.1948–)               | Partido dos Trabalhadores (PT)                     | 6.882  | 0,53 | 1º mandato  |
| 33 | Erivelton Lima Santana (Salvador, 29.01.1965–)                            | Partido Social Cristão (PSC)                       | 6.673  | 0,52 | 2º mandato  |
| 34 | Carlos da Silva Muniz (Salvador, 17.04.1970–)                             | Partido Trabalhista Nacional (PTN)                 | 6.544  | 0,51 | 1º mandato  |
| 35 | Joceval Rodrigues dos Santos (Salvador, 04.10.1970–)                      | Partido Popular Socialista (PPS)                   | 6.305  | 0,49 | 1º mandato  |
| 36 | Alberto Vianna Braga Neto (Salvador, 05.08.1981–)                         | Partido Social Cristão (PSC)                       | 6.098  | 0,47 | 1º mandato  |
| —  | Heber de Souza Santana (Salvador, 25.06.1983–)                            | Partido Social Cristão (PSC)                       | 6.029  | 0,47 | 1º mandato  |
| 37 | Alcindo da Anunciação (Salvador, 25.04.1947–)                             | Partido Social Liberal (PSL)                       | 5.981  | 0,46 | 2º mandato  |
| 38 | Legsamon Garcia Mustafá, TC Mustafá (Salvador, 18.03.1949–)               | Partido Trabalhista do Brasil (PTdoB)              | 5.907  | 0,46 | 1º mandato  |
| 39 | Luiz Pimentel Sobral, Luizinho Sobral (Irecê, 08.06.1977–)                | Partido Trabalhista Nacional (PTN)                 | 5.683  | 0,44 | 1º mandato  |
| 40 | Alan de Castro Dayube (Cruz das Almas, 16.06.1973–)                       | Partido Social Liberal (PSL)                       | 5.482  | 0,42 | 1º mandato  |
| 41 | Moisés Rocha dos Santos (Salvador, 31.12.1963–)                           | Partido dos Trabalhadores (PT)                     | 5.402  | 0,42 | 1º mandato  |

## Legenda
| Cor  | Significado          |
| Bege | Presidente da Câmara |
| Azul | Suplente             |

## Distribuição partidária
| Partido                                            | Parlamentares | Porcentagem |
| -------------------------------------------------- | ------------- | ----------- |
| Partido do Movimento Democrático Brasileiro (PMDB) | 6             | 14 %        |
| Partido dos Trabalhadores (PT)                     | 6             | 14 %        |
| Partido Social Cristão (PSC)                       | 5             | 12 %        |
| Partido Trabalhista Nacional (PTN)                 | 3             | 7 %         |
| Democratas (DEM)                                   | 2             | 5 %         |
| Partido Comunista do Brasil (PCdoB)                | 2             | 5 %         |
| Partido da Mobilização Nacional (PMN)              | 2             | 5 %         |
| Partido da República (PR)                          | 2             | 5 %         |
| Partido da Social Democracia Brasileira (PSDB)     | 2             | 5 %         |
| Partido Democrático Trabalhista (PDT)              | 2             | 5 %         |
| Partido Republicano Brasileiro (PRB)               | 2             | 5 %         |
| Partido Socialista Brasileiro (PSB)                | 2             | 5 %         |
| Partido Popular Socialista (PPS)                   | 1             | 2 %         |
| Partido Republicano Progressista (PRP)             | 1             | 2 %         |
| Partido Social Liberal (PSL)                       | 1             | 2 %         |
| Partido Trabalhista Brasileiro (PTB)               | 1             | 2 %         |
| Partido Trabalhista Cristão (PTC)                  | 1             | 2 %         |
| Partido Trabalhista do Brasil (PTdoB)              | 1             | 2 %         |